# 秋田市立上新城中学校
秋田市立上新城中学校（あきたしりつ かみしんじょうちゅうがっこう）は秋田県秋田市にあった公立中学校。2011年（平成23年）秋田市立飯島中学校と統合し、閉校した。

## 概要
1947年（昭和22年）に秋田県南秋田郡上新城村立上新城中学校として開校した。当初は上新城小学校を間借りして使用していた。その後1954年（昭和29年）に上新城村を含む5村が秋田市に編入合併されたことにともない秋田市立上新城中学校へと改称した。
2011年（平成23年）3月に最後の卒業生14人を送り出して閉校、64年の歴史に幕を下ろした。
なお、当校の校地からは縄文時代晩期の遺跡が発見されており、これまで継続的に発掘調査が行われてきた。
2022年現在、校舎敷地は、秋田市農山村地域活性化センター「さとぴあ」として利用されている。

## 沿革
- 1947年（昭和22年）4月1日 - 上新城村立上新城中学校として開校。
- 1954年（昭和29年）9月27日 - 上新城五十丁小林に新校舎が落成。
  - 10月1日 - 上新城村が秋田市に編入されたことにともない、校名を秋田市立上新城中学校へと改称。
- 1956年（昭和31年）4月1日 - 校章制定。
- 1958年（昭和33年）10月10日 - 校歌制定。
- 1967年（昭和42年）11月3日 - 創立20周年記念式典並びに記念植樹を行われた。
- 1973年（昭和48年） - 上新城中学校遺跡の最初の発掘調査が行われた。
- 1977年（昭和52年）3月13日 - 創立30周年記念式典並びに記念植樹が行われた。
- 1988年（昭和63年）6月 - 新校舎建設のための発掘調査として、上新城中学校遺跡が調査された。竪穴建物跡3棟など、縄文時代晩期の建物跡、墓域、溝跡が検出された[1]。
- 1990年（平成2年）1月31日 - 体育館完成。
- 1991年（平成3年）3月25日 - 新校舎が完成。
- 1993年（平成5年）11月29日 - 新校舎竣工記念式典が行われた。
- 1996年（平成8年）11月30日 - 創立50周年記念式典が行われた。
- 2001年（平成13年）8月1日 - 全県少年野球大会で野球部が準優勝し、東北大会へと出場した。
- 2003年（平成15年）1月 - 60分授業試行。
  - 4月～ - 2学期制への移行と60分授業の本格実施。2007（平成19）年度まで施行された。
  - 5月～ - 民謡など「芸術の時間」を開始した。
- 2006年（平成18年）11月 - 創立60周年記念式典が行われた。
- 2011年（平成23年）3月23日 - 最後の卒業生14人ほか歴代校長や地域住民ら約230人が出席し、上新城中学校最後の卒業式と閉校式が行われた。

## 教育目標
心きよらかに、ほこり高らかに、夢の実現をめざす生徒の育成

## 施設概要
- 所在地 - 秋田市上新城五十丁小林190-1
- 校地面積 - 19,046 m2[2]
- 校舎面積 - 1,884 m2[2]
- 生徒数 - 14名　※2010（平成22）年度。3年生1学級のみ。

## 生徒数
| 年度 | 男子 | 女子 | 計 | 備考       | 出典   |
| ---- | ---- | ---- | -- | ---------- | ------ |
| 2000 | 34   | 20   | 54 |            | [ 3 ]  |
| 2001 | 28   | 24   | 52 |            | [ 4 ]  |
| 2002 | 18   | 25   | 43 |            | [ 5 ]  |
| 2003 | 16   | 25   | 41 |            | [ 6 ]  |
| 2004 | 19   | 24   | 43 |            | [ 7 ]  |
| 2005 | 26   | 18   | 44 |            | [ 8 ]  |
| 2006 | 27   | 10   | 37 | 創立60周年 | [ 9 ]  |
| 2007 | 27   | 8    | 35 |            | [ 10 ] |
| 2008 | 25   | 13   | 38 |            | [ 11 ] |
| 2009 | 16   | 11   | 27 | 2・3年のみ | [ 12 ] |
| 2010 | 9    | 5    | 14 | 3年のみ    | [ 13 ] |

## 主な卒業生
- 佐藤剛士 - （元プロ野球選手、広島東洋カープ所属）